# Madison Keys
Madison Keys (Rock Island, Illinois, Estats Units, 17 de febrer de 1995) és una jugadora de tennis professional estatunidenca.
En el seu palmarès consten deu títols individuals del circuit WTA, essent el més destacat l'Open d'Austràlia de 2025. També fou la primera estatunidenca que entrà al top-10 des que ho va fer Serena Williams el 1999, disset anys abans. Va arribar a ocupar el setè lloc del rànquing individual l'any 2016.
Fou una de les jugadores de tennis més joves en guanyar un partit del circuit WTA Tour, a l'edat de 14 anys i 48 dies, guanyant la número mundial 81 del món, Alla Kudriavtseva, al MPS Group Championship 2009.

## Biografia
Filla de Christine i Rick, ambdós advocats, va néixer a Rock Island, Illinois. Té una germana més gran anomenada Sydney i dues més petites, Montana i Hunter. Va començar a jugar a tennis de ben petita, es va interessar pel tennis perquè li agradava la roba blanca de tennis de Venus Williams, segons va dir a una entrevista a la Revista de Tennis Mundial a l'agost de 2011. També va afirmar ser fan de Roger Federer.
Des de l'edat de 9 anys va entrenar a l'Acadèmia de Chris Evert a Boca Raton, Florida.
L'any 2017 va iniciar una relació amb el també tennista estatunidenc Bjorn Fratangelo, i el 2023 es van comprometre oficialment.

## Torneigs de Grand Slam

### Individual: 2 (1−1)
| Resultat   | Núm. | Any  | Torneig          | Oponent         | Marcador      |
| ---------- | ---- | ---- | ---------------- | --------------- | ------------- |
| Finalista  | 1.   | 2017 | US Open          | Sloane Stephens | 3−6, 0−6      |
| Guanyadora | 1.   | 2025 | Open d'Austràlia | Arina Sabalenka | 6−3, 2−6, 7−5 |

## Carrera esportiva

### 2009–12: Primers anys
Durant els primers anys Keys va jugar majoritàriament al Circuit Femení ITF, on va guanyar tres títols en individuals i un en dobles.

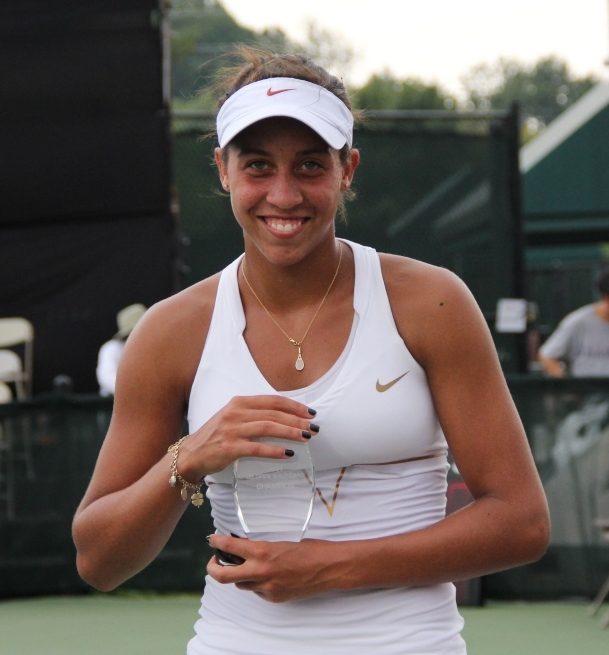
Keys amb el trofeu de guanyadora dels US Open 2011 Wildcard Play-off

La primera aparició de Madison Keys al WTA Tour va tenir lloc al MPS Group Championship 2009. Va batre la número 81 del món Alla Kudriavtseva en la primera ronda, i va ser derrotada per Nàdia Petrova. El juliol de 2009 Keys va jugar al circuit World Team Tennis com a membre de les Freedoms de Filadèlfia. Amb només 14 anys va batre la reina de Wimbledon, la campiona Serena Williams, en individuals femenins per 5–1.
El 2011 Keys va guanyar una plaça al seu primer US Open en batre Beatrice Capra en les finals d'un wildcard play-off de 8 jugadores. Keys va guanyar el seu primer partit del quadre del torneig, batent l'estatunidenca Jill Craybas, però va perdre amb la número 27 del món Lucie Šafářová.
En 2012 Keys va guanyar una altra competició wildcard entre jugadores nord-americanes, aquest cop a l'Open d'Austràlia. Tanmateix va perdre en primera ronda amb la semifinalista del 2010 Zheng Jie.

### 2013: Consolidació
Després de perdre la classificatòria del seu primer torneig d'Auckland, Keys va arribar als quarts de final a un torneig WTA per primer cop, a l'Apia International Sydney, derrotant Lucie Šafářová i Zheng Jie, venjant les anteriors derrotes en tornejos de Grand Slam. A continuació va perdre amb la número 6 del món Li Na en tres sets. A l'Open d'Austràlia Keys va batre Casey Dellacqua i a continuació a la 30a del món Tamira Paszek, abans de caure davant l'aleshores 5a del món Angelique Kerber.
Després d'assolir la segona ronda en ambdós tornejos Indian Wells i Miami, Keys va arribar a quarts de final al torneig de Charleston, abans de perdre amb Venus Williams. Keys va guanyar per primera vegada a una jugadora top-10 al torneig Mutua Madrid Open, venjant la derrota a Sydney davant Li Na, abans de perdre amb Anabel Medina Garrigues en segona ronda. Keys va completar la seva temporada de terra batuda a Roland Garros, guanyant el seu partit de debut del torneig a Misaki Doi, abans de perdre amb Mónica Puig.
A la temporada de gespa Keys va arribar als quarts de final del torneig Aegon Classic, batent Lesia Tsurenko, Jamie Hampton i Mona Barthel, abans de caure davant Magdaléna Rybáriková. Més tard va arribar a la tercera ronda de Wimbledon, abans de caure amb la número 4 del món Agnieszka Radwańska en tres sets.
Durant la temporada de pista dura dels EUA, Keys va guanyar partits de quadres principals a Stanford i Washington, però va ser derrotada en primera ronda al US Open per Jelena Janković. Keys va acabar el seu any a l'Open HP d'Osaka, on va assolir la seva primera semifinal d'un torneig WTA, abans de perdre amb la posterior campiona del torneig, Samantha Stosur. Després d'un any reeixit al circuit, Keys va acabar 2013 al rànquing 37, una millora de 112 llocs respecte al 2012.

### 2014: Primer títol de la WTA
Keys va començar la temporada aconseguint la seva primera semifinal en un torneig WTA Premier a Sydney, guanyant Simona Halep, però finalment va perdre amb Angelique Kerber. A l'Open d'Austràlia, Keys va perdre amb Zheng Jie en la segona ronda, després de no saber aprofitar una avantatge de doble trencament de servei al set final. Fins al maig Keys només va guanyar un únic partit. Va ser a Miami, quan va assolir la tercera ronda, perdent amb Li Na, malgrat servir i tenir tres punts de set per a posar-se un set per sobre. A Estrasburg va arribar a semifinal, on va perdre amb Mónica Puig, ajustadament. A Roland Garros va perdre a primera ronda amb la llavors desena del món i especialista en terra batuda Sara Errani, en tres sets.
Keys va guanyar el seu primer títol individual al torneig Premier d'Eastbourne, batent dues jugadores del top-10, en primer lloc Jelena Janković i llavors Angelique Kerber en una final de tres sets. Al torneig de Wimbledon Keys va arribar a la tercera ronda, guanyant Puig i després batent la 31a del món Klára Koukalová. La seva participació va acabar a la tercera ronda, quan es va veure obligada a retirar-se contra Iaroslava Xvédova abans del tiebreak del segon set per una lesió a una cama.
Després de dues setmanes de rehabilitació de la seva lesió, Keys va perdre el primer partit quan va reaparèixer, al Washington Citi Open, abans de jugar dos partits al Rogers Cup de Montreal. A Cincinnati va batre Alizé Cornet, abans d'obligar Maria Sharapova a jugar tres sets en segona ronda. Al US Open Keys va ser cap de sèrie per primer cop a un Grand Slam, amb el número 27, però va tenir una decebedora actuació davant la jugadora sèrbia, provinent de la classificatòria, Aleksandra Krunić, un partit on ambdues jugadores van guanyar la mateixa quantitat de punts.
Keys va jugar quatre tornejos a Àsia, però no va obtenir cap bon resultat. Va guanyar només dos partits als tres primers tornejos, de Tòquio, Pequín i Wuhan. A l'últim torneig de la temporada, el d'Osaka, va arribar a quarts de final i allà es va retirar en el segon set contra Luksika Kumkhum.
Keys va acabar la temporada al rànquing 31 del món, millorant el de l'any 2013 en 6 posicions. Al novembre Keys va contractar dos entrenadors, la ex jugadora número 1 mundial Lindsay Davenport i el seu marit Jon Leach.

### 2015: Semifinal a l'Open d'Austràlia, debut al top-20
A l'Open d'Austràlia Keys va aconseguir arribar a la seva primera semifinal d'un Grand Slam derrotant tres caps de sèrie. Primer va derrotar la 29a cap de sèrie Casey Dellacqua en tres sets en la segona ronda, llavors va guanyar la guanyadora de Wimbledon (2011 i 2014) Petra Kvitová en tercera ronda. Després de batre l'estatunidenca Madison Brengle en la quarta ronda, va derrotar la 18a, Venus Williams, en quarts de final en tres sets, malgrat semblar lesionada durant el segon set. Es va enfrontar a la llavors número mundial, Serena Williams, en semifinals, i tot i que va jugar molt bé va perdre el partit en sets molt igualats. Després del partit, Williams, qui finalment va guanyar el títol, va parlar d'un futur brillant per a Keys: "ha sigut un honor per a mi jugar amb algú que serà N. 1 a futur".
Després de tenir problemes a Indian Wells i Miami, on va guanyar només un partit, va retrobar la seva millor forma un altre cop a Charleston, arribant a la final sense perdre cap set abans. Tanmateix, a la final va perdre amb Angelique Kerber, malgrat tenir-hi un 4–1 d'avantatge al tercer i definitiu set.
Al US Open Keys va arribar a la quarta ronda, on va ser derrotada per Serena Williams en sets molt igualats. Al desembre Keys va prescindir dels seus entrenadors, Lindsay Davenport i Jon Leach.

### 2016: Al top-10, primera final Premier 5, segon títol WTA
A l'Open d'Austràlia una lesionada Keys va arribar a la quarta ronda abans de perdre amb la jugadora xinesa provinent de la classificatòria Zhang Xuai. Després de ser breument entrenada per Jesse Levine i Mats Wilander a començament de l'any, Keys va contractar el mes d'abril a Thomas Högstedt com a entrenador.
Al maig, una setmana abans de Roland Garros, Keys va derrotar dues jugadores del top-10, Petra Kvitová i Garbiñe Muguruza, per arribar a la final més important de la seva carrera, a Roma, on va perdre amb la seva compatriota Serena Williams.
La seva excel·lent temporada de terra batuda va donar pas a una de gespa també excel·lent, on va destacar el segon títol de la seva carrera, a l'Aegon Classic de Birmingham. Amb aquella victòria, va entrar al top-10 per primer cop a la seva carrera.

### 2025: primer Grand Slam
Al gener, Keys va guanyar l'Adelaide International i, pocs dies més tard, es va imposar a l'Open d'Austràlia, competició on va derrotar la desena cap de sèrie (Danielle Collins), la sisena (Elena Rybakina), la vint-i-vuitena (Elina Svitolina) i la segona (Iga Świątek) abans de disputar la final del torneig per primer cop. A les semifinals, Keys va derrotar la segona millor jugadora del món, Iga Świątek, en tres sets, després d'haver perdut el primer i de salvar un punt de partit. D'aquesta manera, aconseguia arribar a una final d'un grand slam per segon cop, vuit anys després de perdre la final de l'US Open. A la final, Keys va batre la número 1 del món, Aryna Sabalenka, i va aconseguir el seu primer grand slam, alhora que escalava fins a la setena posició del rànquing mundial, igualant la seva millor classificació. Amb aquest triomf, Keys va esdevenir la primera jugadora que aconseguia un grand slam després de derrotar les números 1 i 2 del món des que Svetlana Kuznetsova ho aconseguí a Roland Garros el 2009. A més, esdevingué la jugadora més gran que guanya l'Open d'Austràlia per primer cop des de l'era Open.

## Estil de joc
Keys és dretana, amb potents cops de fons i serveis dominants de més de 160 km/h. A causa de l'altura a la que llança la bola, s'enfronta a una certa inconsistència en el servei. És sobretot una jugadora ofensiva des del fons de la pista, i el seu joc està construït al voltant de prendre el control del joc amb poderosos serveis, devolucions de servei i cops contundents davant les dues zones laterals, de dreta i de revés. És molt hàbil tant amb volees com amb globus. La temporada 2014 va veure una gran millora en la mobilitat de Keys a tota la pista, i ara té un joc defensiu eficaç, sent capaç de convertir el joc defensiu en un joc ofensiu.

## Palmarès

### Individual: 15 (10−5)
| 2009 − 2020             | Després de 2021 |
| ----------------------- | --------------- |
| Grand Slam (1−1)        |                 |
| WTA Finals (0−0)        |                 |
| Premier Mandatory (0−0) | WTA 1000 (0−0)  |
| Premier 5 (1−2)         | WTA 1000 (0−0)  |
| Premier (4−2)           | WTA 500 (3−0)   |
| International (0−0)     | WTA 250 (1−0)   |

| Títols per superfície |
| --------------------- |
| Dura (5−3)            |
| Gespa (3−0)           |
| Terra batuda (2−2)    |

| Resultat   | Núm. | Data                   | Torneig                     | Superfície   | Oponent             | Marcador      |
| ---------- | ---- | ---------------------- | --------------------------- | ------------ | ------------------- | ------------- |
| Guanyadora | 1.   | 21 de juny de 2014     | Eastbourne, Regne Unit      | Gespa        | Angelique Kerber    | 6−3, 3−6, 7−5 |
| Finalista  | 1.   | 12 d'abril de 2015     | Charleston, Estats Units    | Terra batuda | Angelique Kerber    | 2−6, 6−4, 5−7 |
| Finalista  | 2.   | 15 de maig de 2016     | Roma, Itàlia                | Terra batuda | Serena Williams     | 6−7(5), 3−6   |
| Guanyadora | 2.   | 19 de juny de 2016     | Birmingham, Regne Unit      | Gespa        | Barbora Strýcová    | 6−3, 6−4      |
| Finalista  | 3.   | 31 de juliol de 2016   | Mont-real, Canadà           | Dura         | Simona Halep        | 6−7(2), 3−6   |
| Guanyadora | 3.   | 6 d'agost de 2017      | Stanford, Estats Units      | Dura         | CoCo Vandeweghe     | 7−6(4), 6−4   |
| Finalista  | 4.   | 10 de setembre de 2017 | US Open, Estats Units       | Dura         | Sloane Stephens     | 3−6, 0−6      |
| Guanyadora | 4.   | 7 d'abril de 2019      | Charleston, Estats Units    | Terra batuda | Caroline Wozniacki  | 7−6(5), 6−3   |
| Guanyadora | 5.   | 18 d'agost de 2019     | Cincinnati, Estats Units    | Dura         | Svetlana Kuznetsova | 7−5, 7−6(5)   |
| Finalista  | 5.   | 12 de gener de 2020    | Brisbane, Austràlia         | Dura         | Karolína Plísková   | 4−6, 6−4, 5−7 |
| Guanyadora | 6.   | 15 de gener de 2022    | Adelaida, Austràlia         | Dura         | Alison Riske        | 6−1, 6−2      |
| Guanyadora | 7.   | 1 de juliol de 2023    | Eastbourne (2)              | Gespa        | Dària Kassàtkina    | 6−2, 7−6(13)  |
| Guanyadora | 8.   | 25 de maig de 2024     | Estrasburg, França          | Terra batuda | Danielle Collins    | 6−1, 6−2      |
| Guanyadora | 9.   | 11 de gener de 2025    | Adelaida, Austràlia         | Dura         | Jessica Pegula      | 6−3, 4−6, 6−1 |
| Guanyadora | 10.  | 25 de gener de 2025    | Open d'Austràlia, Austràlia | Dura         | Arina Sabalenka     | 6−3, 2−6, 7−5 |

### Circuit ITF

#### Individual: 4 (3−1)
| Circuit ITF             |
| ----------------------- |
| Torneigs 100.000$ (0−0) |
| Torneigs 75.000$ (1−0)  |
| Torneigs 50.000$ (1−0)  |
| Torneigs 25.000$ (0−1)  |
| Torneigs 15.000$ (0−0)  |
| Torneigs 10.000$ (1−0)  |

| Títols per superfície |
| --------------------- |
| Dura (2−1)            |
| Gespa (0−0)           |
| Terra batuda (1−0)    |

| Resultat   | Núm. | Data                   | Torneig                 | Superfície   | Oponent          | Marcador    |
| ---------- | ---- | ---------------------- | ----------------------- | ------------ | ---------------- | ----------- |
| Guanyadora | 1.   | 27 de juny de 2010     | Cleveland, Estats Units | Terra batuda | Piia Suomalainen | 6−2, 6−4    |
| Finalista  | 1.   | 31 d'octubre de 2010   | Bayamón, Puerto Rico    | Dura         | Lauren Davis     | 6−7(5), 4−6 |
| Guanyadora | 2.   | 28 d'octubre de 2012   | Saguenay, Canadà        | Dura (i)     | Eugenie Bouchard | 6−4, 6−2    |
| Guanyadora | 3.   | 11 de novembre de 2012 | Phoenix, Estats Units   | Dura         | Maria Sanchez    | 6−3, 7−6(1) |

#### Dobles femenins: 1 (1−0)
| Circuit ITF             |
| ----------------------- |
| Torneigs 100.000$ (0−0) |
| Torneigs 75.000$ (0−0)  |
| Torneigs 50.000$ (1−0)  |
| Torneigs 25.000$ (0−0)  |
| Torneigs 15.000$ (0−0)  |
| Torneigs 10.000$ (0−0)  |

| Títols per superfície |
| --------------------- |
| Dura (1−0)            |
| Gespa (0−0)           |
| Terra batuda (0−0)    |

| Resultat   | Núm. | Data                 | Torneig              | Superfície | Parella           | Oponents             | Marcador          |
| ---------- | ---- | -------------------- | -------------------- | ---------- | ----------------- | -------------------- | ----------------- |
| Guanyadora | 1.   | 15 de juliol de 2012 | Yakima, Estats Units | Dura       | Samantha Crawford | Xu Yifan Zhou Yimiao | 6−3, 2−6, [12−10] |

## Trajectòria

### Individual
| Torneig | 2009        | 2010        | 2011        | 2012        | 2013        | 2014        | 2015  | 2016  | 2017  | 2018  | 2019  | 2020        | 2021        | 2022        | 2023 | 2024 | 2025 | Títols    | V – D     |
| --- | ----------- | ----------- | ----------- | ----------- | ----------- | ----------- | ----- | ----- | ----- | ----- | ----- | ----------- | ----------- | ----------- | ---- | ---- | ---- | --------- | --------- |
| Open d'Austràlia | A           | A           | A           | 1R          | 3R          | 2R          | SF    | 4R    | A     | QF    | 4R    | 3R          | A           | SF          | 3R   | A    | G    | 0 / 10    | 27 − 10   |
| Roland Garros | A           | A           | A           | A           | 2R          | 1R          | 3R    | 4R    | 2R    | SF    | QF    | 1R          | 3R          | 4R          | 2R   | 3R   |      | 0 / 12    | 24 − 12   |
| Wimbledon | A           | A           | A           | Q2          | 3R          | 3R          | QF    | 4R    | 2R    | 3R    | 2R    | NC          | 4R          | A           | QF   | 4R   |      | 0 / 9     | 22 − 9    |
| US Open | A           | Q1          | 2R          | Q2          | 1R          | 2R          | 4R    | 4R    | F     | SF    | 4R    | 3R          | 1R          | 3R          | SF   | 3R   |      | 0 / 12    | 31 − 12   |
| WTA Finals | A           | A           | A           | A           | A           | A           | A     | RR    | A     | A     | A     | NC          | A           | A           | A    |      |      | 0 / 1     | 1 – 2     |
| WTA Elite Trophy | No celebrat | No celebrat | No celebrat | No celebrat | No celebrat | No celebrat | RR    | A     | A     | SF    | RR    | No celebrat | No celebrat | No celebrat | RR   |      |      | 0 / 4     | 3 – 5     |
| Total Victòries–Derrotes | 1−1         | 0−0         | 1−2         | 1−4         | 24−17       | 27−21       | 31−18 | 47−17 | 17−10 | 29−14 | 28−15 | 8−5         | 11−15       | 30−20       |      |      |      | 289 − 176 | 289 − 176 |
| Rànquing a final d'any | 621         | 483         | 315         | 149         | 37          | 31          | 18    | 8     | 19    | 17    | 13    | 16          | 56          | 11          |      |      |      |           |           |
| Llegenda: G: Guanyadora; F: Finalista; SF: Semifinalista; QF: Quarts de final; Q: Qualificació; A: Absent; RR: Round Robin; |             |             |             |             |             |             |       |       |       |       |       |             |             |             |      |      |      |           |           |

### Dobles femenins
| Open d'Austràlia | A   | A   | A   | 3R  | 1R  | 2R  | A   | A   | A | 0 / 3   | 3 – 3   |
| Roland Garros | A   | A   | 1R  | 3R  | A   | A   | A   | SF  |   | 0 / 3   | 5 – 3   |
| Wimbledon | A   | A   | 1R  | 2R  | 1R  | 1R  | A   | A   |   | 0 / 4   | 1 – 4   |
| US Open | 1R  | 2R  | A   | A   | 1R  | A   | A   | A   |   | 0 / 3   | 1 – 3   |
| Total Victòries–Derrotes | 0–1 | 1–2 | 0–3 | 5–5 | 2–6 | 1–4 | 3–5 | 9–4 |   | 21 – 32 | 21 – 32 |
| Rànquing a final d'any | 907 | 265 | 972 | 123 | 240 | 350 |     | 56  |   |         |         |
| Llegenda: G: Guanyadora; F: Finalista; SF: Semifinalista; QF: Quarts de final; Q: Qualificació; A: Absent; RR: Round Robin; |     |     |     |     |     |     |     |     |   |         |         |